# کورینتیان (کمیک)
کورینتیان (به انگلیسی: Corinthian) یک شخصیت خیالی در مجموعه کتاب‌های کامیک آمریکایی سندمن به قلم نیل گیمن است. او نخستین بار در شمارهٔ ۱۰ (اکتبر ۱۹۸۹) از دومین خط داستانی نخست رمان سندمن تحت عنوان «خانهٔ عروسک» حضور پیدا کرد. کورینتیان کابوسی است که توسط دیریم خلق شده‌است، که وی را در همان مجموعه به دلیل سرکشی و ناتوانی در اجرای طرح اصلی‌اش نابود می‌کند. دیریم بعدها او را با برخی تغییرات از نو خلق می‌کند، هرچند ماهیت دقیق و واقعی این تغییرات واضح نیست. از بارزترین ویژگی‌های فیزیکی او می‌توان به نداشتن چشم، و به جای آن‌ها دو ردیف دندان کوچک و دندانه‌دار در هر کدام از حفره‌های چشم اشاره کرد که اغلب آن‌ها را توسط یک عینک آفتابی می‌پوشاند. او به‌واسطه این دهان قادر به دیدن، خوردن، صحبت کردن، و حتی تنفس فیزیولوژیک می‌باشد.
بوید هالبروک هنرپیشه آمریکایی نقش این شخصیت را در مجموعهٔ تلویزیونی سندمن (۲۰۲۲) در نتفلیکس ایفا کرده‌است.